# Nicolai Rapp
Pour les articles homonymes, voir Rapp.
Nicolai Rapp, né le 13 décembre 1996 à Heidelberg en Allemagne, est un footballeur allemand qui évolue au poste de défenseur central au Karlsruher SC.

## Biographie

### Débuts professionnels
Né à Heidelberg en Allemagne, Nicolai Rapp est formé au TSG Hoffenheim où il évolue pendant dix ans. Il ne fait cependant pas ses débuts en professionnel avec son club formateur mais avec le Greuther Fürth, où il est prêté le 1er février 2016 pour la deuxième partie de la saison 2015-2016 jusqu'à la fin de la saison 2016-2017. Il joue son premier match le 26 février 2016, lors d'une défaite de son équipe en championnat sur la pelouse du FC Nuremberg (2-1).

### Erzgebirge Aue
Lors du mercato estival 2017, Nicolai Rapp s'engage pour un contrat de trois saisons en faveur d'un autre club de deuxième division allemande, l'Erzgebirge Aue.

### Union Berlin
Le 13 janvier 2019, lors du mercato hivernal, Nicolai Rapp s'engage pour trois ans et demi avec l'Union Berlin. Rapp participe à la montée historique du club en Bundesliga, découvrant donc l'élite du football allemand en même temps que l'Union Berlin, lors de la saison 2019-2020.

### SV Darmstadt
Nicolai Rapp est prêté au SV Darmstadt 98 jusqu'à la fin de la saison 2019-2020. Le transfert est annoncé le 24 décembre 2019.
Le 12 août 2020, après son prêt, Rapp est à nouveau prêté à Darmstadt, cette fois pour une saison complète.

### Werder Brême
Lors du mercato estival 2021, Nicolai Rapp s'engage pour un contrat de trois saisons en faveur d'un autre club de deuxième division allemande, le Werder Brême.
Rapp fait sa première apparition pour le Werder le 7 août 2021, à l'occasion d'une rencontre de coupe d'Allemagne face au VfL Osnabrück. Il entre en jeu à la place de Romano Schmid lors de cette rencontre perdue par son équipe (2-0 score final). Le 29 août 2021, Rapp inscrit son premier but pour le Werder, lors d'une rencontre de championnat face au FC Hansa Rostock. Il contribue ainsi à la victoire des siens par trois buts à zéro.

### Karlsruher SC
Le 23 janvier 2024, lors du mercato hivernal, Nicolai Rapp quitte définitivement le Werder Brême pour signer en faveur du Karlsruher SC, en deuxième division allemande.

## Palmarès

### En club
Werder Brême
- Championnat d'Allemagne D2
  - Vice-champion : 2022